# Podróż do Włoch
Podróż do Włoch (wł. Viaggio in Italia) – włosko-francuski dramat obyczajowy z 1954 roku w reżyserii Roberta Rosselliniego. W rolach głównych wystąpili Ingrid Bergman i George Sanders.

## Obsada
- Ingrid Bergman jako Katherine Joyce
- George Sanders jako Alexander „Alex” Joyce
- Maria Mauban jako Marie
- Anna Proclemer jako prostytutka
- Paul Müller jako Paul Dupont
- Natalia Ray jako Natalie Burton
- Jackie Frost jako Betty

## Produkcja
Zdjęcia kręcono w Neapolu i jego okolicach (Pozzuoli, Torre del Greco, Capri, Maiori w prowincji Salerno).